# Highlander II - Il ritorno
Highlander II - Il ritorno (Highlander II - The Quickening) è un film del 1991 diretto da Russell Mulcahy e interpretato da Christopher Lambert, Virginia Madsen, Sean Connery e Michael Ironside, sequel autonomo di Highlander - L'ultimo immortale (1986). La sceneggiatura, scritta da Peter Bellwood ed ispirata alla storia inventata dai produttori Brian Clemens e William Panzer, prosegue le vicende dell'immortale scozzese Connor MacLeod, impegnato questa volta a sventare i piani di una spietata multinazionale e del malvagio generale Katana, il dittatore di Zeist, luogo d'origine degli immortali.
La produzione ebbe varie difficoltà. Il regista Mulcahy, contrario alla sceneggiatura, ebbe ripetute discussioni animate con i produttori. Le spese per la realizzazione del film superarono nettamente il budget previsto a causa dell'iperinflazione argentina, obbligando Panzer e Clemens a chiedere un prestito ad una compagnia del posto. Questa apportò diverse modifiche al montaggio finale senza consultare Mulcahy. Il risultato finale, distribuito solo nelle sale americane, fu accolto negativamente dal pubblico e dalla critica, che biasimò al film l'uso eccessivo di retcon, grossi buchi nella trama, una storia confusa e un editing mal riuscito.
Highlander II - Il ritorno è considerato tuttora uno dei peggiori film di fantascienza e della storia del cinema, tanto che la rivista Empire lo ha collocato al 9º posto nella classifica dei 50 film peggiori di sempre votati dai lettori. Mulcahy lo considera il suo peggior film in assoluto ed è convinto che l'accoglienza negativa al film sia dovuta ai produttori, che non gli lasciarono mai totale libertà creativa, e ai cambiamenti apportati al montaggio da parte della compagnia argentina. Non a caso, quattro anni dopo l'uscita della pellicola, il regista distribuì una propria versione denominata Renegade Version, completamente rimontata, a cui seguì nel 2004 una Special Edition, una versione digitalmente rimasterizzata.

## Trama[4]
Anno 1994, la moglie di Connor MacLeod, Brenda J. Wyatt, muore a causa di radiazioni di raggi ultravioletti del sole. Lo strato di ozono che ricopriva una volta la Terra non esiste più e le vittime delle radiazioni solari si contano a milioni. Nel 1999, insieme al collega Allan Neyman, Connor costruisce lo Scudo Spaziale per proteggere il pianeta dai raggi ultravioletti. Lo scudo, tuttavia, condannerà per sempre la Terra ad un'esistenza senza Sole.
Nel 2024, ormai vecchio e logoro, MacLeod ricorda che tutti gli immortali hanno origini aliene. Vennero esiliati sulla Terra dal loro pianeta natale, Zeist, per essersi ribellati contro il dittatore del posto, il malvagio generale Katana. Una volta sulla Terra si sarebbero reincarnati e sarebbero diventati immortali: l'ultimo avrebbe ottenuto la Ricompensa, cioè tornare su Zeist o vivere sulla Terra come mortale.
Intanto i dirigenti della multinazionale Scudo Corporation, della quale è a capo il malvagio David Blake, poiché ricavano altissimi introiti dallo Scudo Spaziale, lo mantengono attivo, nonostante sia inutile, perché ora l'ozono è tornato normale, e occultano abilmente la notizia. L'ecoterrorista Louise Marcus si infiltra nella corporazione e scopre la verità. Cerca di riferirlo a MacLeod, ma la conversazione tra i due è interrotta bruscamente dall'arrivo di Corda e Reno, due sicari inviati sulla Terra da Katana per uccidere il protagonista. Connor riesce con alcune difficoltà a sconfiggerli e, riacquistata la giovinezza e l'immortalità, evoca il suo vecchio mentore Ramírez e decide di credere alle parole di Louise. Si reca personalmente dal collega Alan Neyman che gli conferma che le parole di Louise riguardo allo Scudo Spaziale sono vere. Neyman, però, viene scoperto da Blake e, dopo essere stato torturato, viene lasciato morire in prigione.
Katana arriva personalmente sulla Terra. Dopo aver distrutto un treno e seminato il panico in città e scontratosi una prima volta con MacLeod, il malvagio generale soppianta Blake al comando della Scudo Corporation. I due collaborano per eliminare sia MacLeod che Ramírez. L'allievo e il maestro, una volta riuniti, attaccano la Scudo Corporation. Ramírez si sacrifica per permettere a Connor di affrontare Katana. Nel combattimento finale, Connor uccide Katana e di conseguenza distrugge per sempre lo Scudo Spaziale, riportando sulla Terra la luce del Sole.
Il finale della versione americana vede Connor e Louise baciarsi e rimanere sulla Terra. Nella versione distribuita in Europa, invece, Connor e Louise fluttuano nell'aria e si dirigono su Zeist.

### Renegade Version/Special Edition
Nel 2024, la Terra è circondata da uno Scudo Spaziale che protegge i suoi abitanti dai raggi ultravioletti diventati letali per la mancanza dello strato di ozono. Oramai vecchio e logoro, MacLeod ricorda che gli immortali erano gli abitanti di un passato antichissimo dove coesistevano magia e tecnologia. Dopo un tentativo di rivolta contro il dittatore del posto, il malvagio generale Katana, Macleod e Ramirez vengono esiliati in vari punti del futuro, molto tempo dopo che la loro società sarà caduta e sarà stata dimenticata. Se solo uno degli immortali esiliati riuscirà a rimanere l'ultimo potrà reclamare la Ricompensa: Piena amnistia dei propri crimini e tornare nel proprio tempo d'origine o vivere nel futuro come mortale.
Intanto i dirigenti della multinazionale Scudo Corporation, della quale è a capo il malvagio David Blake, poiché ricavano altissimi introiti dallo Scudo Spaziale, lo mantengono attivo, nonostante sia inutile, perché ora l'ozono è tornato normale, e occultano abilmente la notizia. L'ecoterrorista Louise Marcus si infiltra nella corporazione e scopre la verità. Cerca di riferirlo a MacLeod, ma la conversazione tra i due è interrotta bruscamente dall'arrivo di Corda e Reno, due sicari inviati dal passato da Katana per uccidere il protagonista. Connor riesce con alcune difficoltà a sconfiggerli e, riacquistata la giovinezza e l'immortalità, evoca il suo vecchio mentore Ramírez e decide di credere alle parole di Louise. Si reca personalmente dal collega Alan Neyman che gli conferma che le parole di Louise riguardo allo Scudo Spaziale sono vere. Blake per impedire che Neyman riveli a MacLeod le coordinate per andare sopra lo scudo e verificare di persona le prove di Louise lo fa torturare e chiudere in prigione.
Dopo il fallimento dei suoi scagnozzi, Katana arriva personalmente nel futuro. Dopo aver distrutto un treno e seminato il panico in città e scontratosi una prima volta con MacLeod, il malvagio generale decide di soppiantare Blake al comando dello Scudo Corporation. I due collaborano per eliminare sia MacLeod che Ramírez. L'allievo e il maestro, una volta riuniti, attaccano la Scudo Corporation, per tentare di salvare Alan Neyman. Ramírez si sacrifica per permettere a Connor di affrontare Katana. MacLeod e Louise grazie ad Alan riescono ad avere le coordinate dal loro amico che muore tra le loro braccia. Nel tentare la fuga dalla struttura MacLeod ha l'ennesimo scontro con Katana, il quale però non riesce a fermarli. Una volta che i due protagonisti hanno la prova che lo strato di ozono è tornato normale, Connor si prepara per il combattimento finale contro Katana.
Sconfitto il suo nemico, MacLeod distrugge per sempre lo Scudo Spaziale, riportando la Terra sotto la luce del Sole, e decide di vivere una vita mortale nel futuro insieme a Louise.

## Produzione

### Genesi dell'opera e sceneggiatura
La casa di produzione del primo film, constatato il grandissimo successo che la pellicola a distanza di alcuni anni dalla sua uscita (dove appunto non ebbe un'accoglienza calorosissima) stava progressivamente riscuotendo, decise di cavalcarne l'onda mettendo in cantiere un seguito ed avviarvi così un franchise di successo. William Panzer, già produttore del primo film, propose di realizzarlo con un'ambientazione situata in un futuro remoto, in cui l'umanità fosse minacciata dalle radiazioni ultraviolette, decidendo inoltre, sulla scia delle forti insistenze dei fan, di fornirvi anche una spiegazione sull'origine degli immortali:
(William Panzer)
Panzer e il suo collega Brian Clemens proposero di rendere gli immortali originari di un altro pianeta, però il regista Russell Mulcahy non era d'accordo, poiché riteneva che questa idea avrebbe svuotato il film originale dei suoi più profondi significati esistenziali. Panzer sottopose una sua prima bozza del soggetto allo sceneggiatore del primo film, Peter Bellwood, il quale poi finì per prendersi l'incarico di concluderne la sceneggiatura. Il trattamento di Bellwood prevedeva uno scontro tra Connor e tre sicari di Katana (poi ridotti a due) e il ritorno del Kurgan, l'antagonista del primo film, seppur soltanto in un flashback dove dal pianeta Zeist veniva inviato sulla Terra per ordine di Katana con l'obbiettivo di impedire a Connor di ottenere la Ricompensa; il personaggio venne però tagliato a causa del rifiuto dell'attore Clancy Brown di ritornare a vestirne i panni. A seguito poi dell'ingresso di Sean Connery nel cast, condizione posta dallo stesso protagonista Lambert affinché acconsentisse a riprendere il ruolo dell'highlander immortale, Bellwood dovette modificare ulteriormente la sceneggiatura, inserendo nella storia il personaggio di Ramírez (il quale nel primo film risultava però già deceduto, figurandovi infatti soltanto nei flashback del protagonista ambientati nella Scozia medievale).

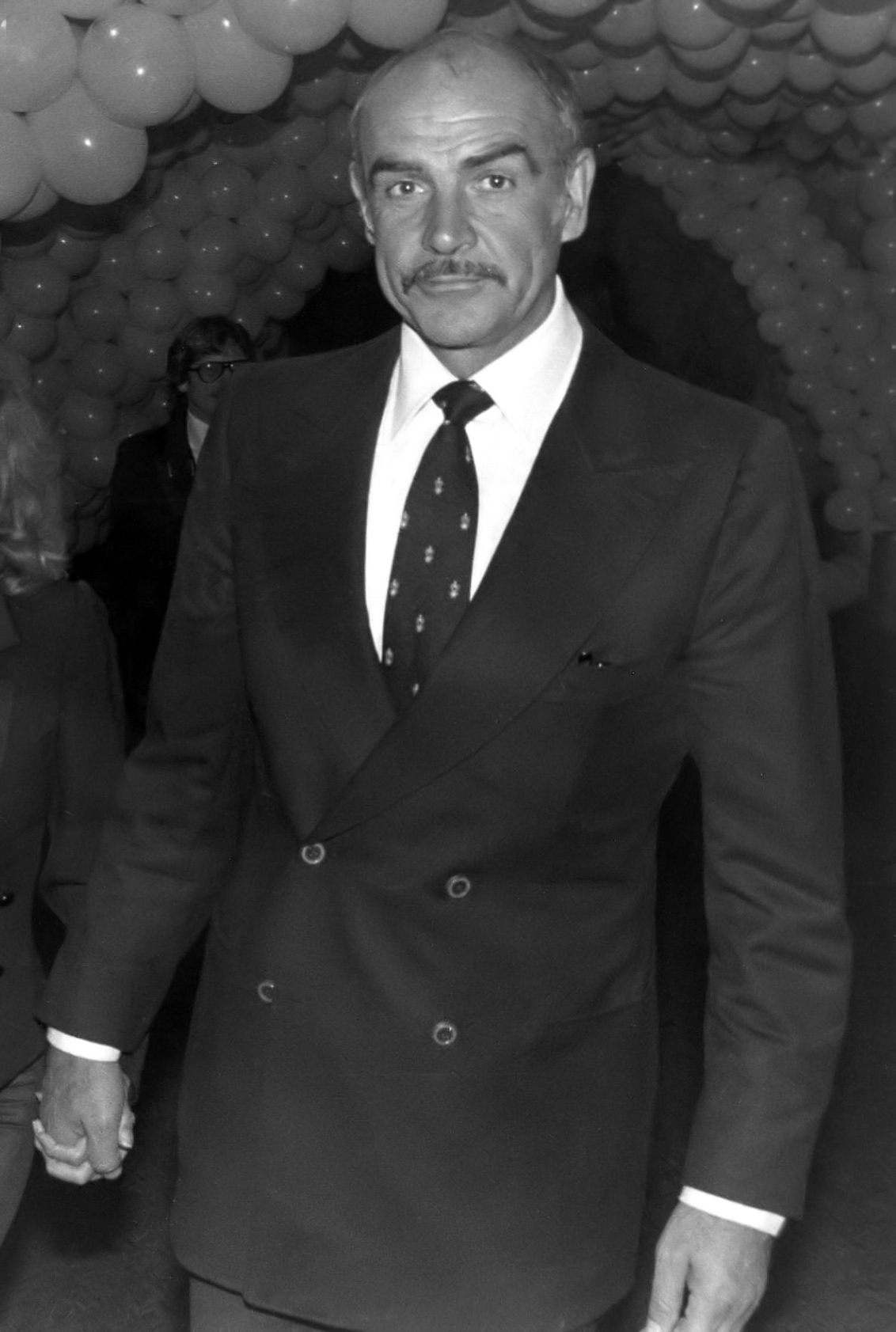
L'attore Sean Connery, nel corso della propria carriera, ha partecipato soltanto a tre franchise: la serie di James Bond (1962-1969), Highlander (1986-1991) e Indiana Jones (1989)

Panzer poi, a copione ultimato, apportò ulteriori revisioni, accorciando diversi dialoghi per renderne la narrazione più scorrevole. Furono quindi rimosse alcune battute del giudice di Zeist che contenevano preziose informazioni su come gli abitanti del pianeta diventassero immortali una volta giunti sulla Terra; nei dialoghi mancanti il giudice diceva: «Io vi condanno all'esilio da Zeist. Sarete trasportati sul pianeta Terra. Ognuno di voi in un tempo e in un luogo diverso. Lì rinascerete. Una volta raggiunta l'età che avete ora, il tempo assumerà un nuovo significato per voi. Un anno sulla Terra è come un giorno sul nostro pianeta. Quindi sulla Terra voi sarete immortali». Insoddisfatto dalla sceneggiatura finale, Mulcahy tentò di abbandonare il progetto, ma dovette rinunciare a causa di obblighi contrattuali. Cercò allora di farsi indicare con lo pseudonimo di Alan Smithee nei crediti, ma senza riuscirci.

### Cast
Christopher Lambert fu contattato dai produttori per interpretare nuovamente il personaggio di Connor MacLeod. Lambert era parecchio scettico sulla realizzazione d'un seguito di Highlander - L'ultimo immortale, ma finì comunque per accettare, a patto però che la produzione vi scritturasse anche Sean Connery; i due erano infatti diventati molto amici durante le riprese del primo film e desideravano perciò ritornare a lavorare assieme da diverso tempo. Tra gli altri attori ad essere scritturati ci furono Virginia Madsen e Michael Ironside, rispettivamente nei ruoli di Louise Marcus e del generale Katana; Madsen aveva già provato ad avvicinarsi alla serie facendosi provinare per il ruolo di Heather MacLeod nel primo film (ruolo assegnato poi a Beatie Edney), mentre Ironside volle accettare la parte poiché desideroso d'interpretare per la prima volta nella propria carriera uno spadaccino. John C. McGinley, interprete di David Blake, girò tutto il film cercando d'impostare il proprio timbro vocalico su quello basso e pastoso del suo grande idolo Orson Welles; col senno di poi, lo stesso attore ammetterà in seguito di non aver reso un'ottima interpretazione proprio a causa di questa sua scelta recitativa: «All'epoca ero infatuato dalla filmografia di Orson Welles, così volli vedere se potevo rendere la mia voce bassa come la sua, e ci riuscii. Niente nella sceneggiatura sosteneva questa scelta, però, così nel film sembro un asino. Io non mi vedo come un individuo duro, mi vedo come un attore idiota che tenta di giocherellare col suo apparato vocale».
Tutti gli attori concordarono che la sceneggiatura era pessima. Lambert a riprese abbastanza inoltrate minacciò di ritirarsi dal film, ma dovette rinunciare a causa di obblighi contrattuali, mentre Ironside disse ironicamente che la sceneggiatura "sembrava che fosse stata scritta da un ragazzo di tredici anni". In una recente intervista, lo stesso Ironside ammise che tutti i membri del cast non si sentivano minimamente coinvolti nella realizzazione del film e che procedettero nei lavori soltanto per guadagnarsi ciascuno il proprio compenso. Egli stesso, per compensare la debolezza dell'intreccio, cercò di caratterizzare il personaggio di Katana in una figura totalmente sopra le righe.

### Riprese
Il budget stanziato per la pellicola fu di 30 milioni di dollari (più circa altri 4 per l'ingaggio di Sean Connery per 9 giorni di riprese). Le riprese si svolsero in Argentina per risparmiare sul budget, nonostante il paese uscisse da poco da una grave crisi economica. La località di Buenos Aires venne utilizzata per le riprese della città di New York futuristica, il cui aspetto ricordò a molti la Los Angeles del film Blade Runner (1982) di Ridley Scott. Il presidente argentino Carlos Menem si dichiarò emozionato per l'arrivo della troupe nella città, un rinforzo per l'economia e l'occupazione, e si recò personalmente sul set per conoscere alcuni attori e per girare un cameo. Le riprese nella città argentina durarono diverse settimane. Sul viale Avenida de Mayo, uno dei più famosi in città, fu costruito un enorme set per simulare una strada futuristica. La stazione Plaza de los Virreyes, inaugurata nel 1986 (quindi recente rispetto all'epoca in cui fu prodotta la pellicola) fu utilizzata per girare la scena dell'arrivo di Katana sulla Terra. Valle de la Luna fu teatro delle scene ambientate su Zeist, mentre sulla Cordillera de los Andes fu girata la scena in cui Connor e Louise salgono sopra lo Scudo Spaziale.

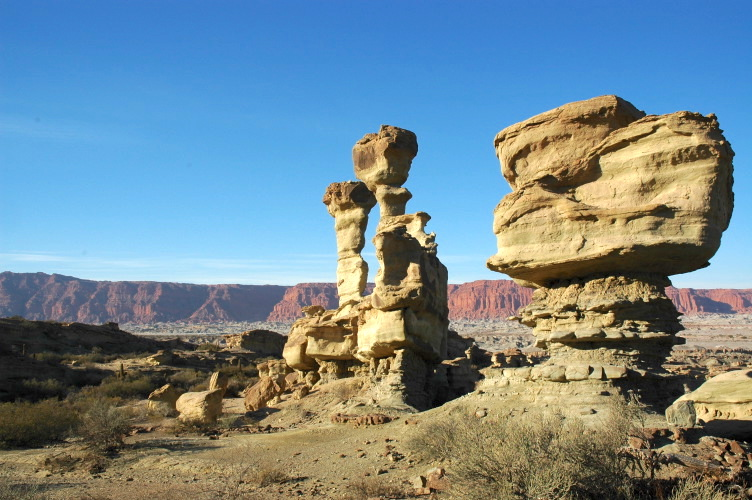
Valle de la Luna, utilizzato come location per il pianeta Zeist

Nel corso delle riprese una tempesta di mare minacciò i set allestiti nel porto della città, alcuni membri del cast furono truffati da alcuni abitanti del posto e un membro della troupe morì schiacciato da una gru. Alcuni artisti locali collaborarono al film, come la società di effetti speciali Awafi, il truccatore Alex Mathews e Tom Cundom, specialista negli effetti visivi. Molti tecnici che avevano collaborato agli effetti speciali del film Superman (1978) furono assunti per questa pellicola. Le scene d'azione furono girate senza alcuna controfigura. Lambert e Ironside girarono le loro scene con spade vere all'inizio. Lambert si tagliò al dito e Ironside si ruppe la mascella. Da quel momento in poi decisero di girare le loro scene con spade di plastica. Connery e Lambert si infatuarono di due ragazze del posto. L'attore scozzese venne citato in giudizio da parte di un assistente alla regia per molestie sessuali, mentre Lambert fu, per tutta la durata delle riprese, un cliente abituale di varie discoteche e locali notturni.
A causa dell'iperinflazione del paese, il budget crebbe oltre il limite previsto e i produttori furono costretti a chiedere un prestito ad una compagnia del posto. Questa cominciò pian piano a prendere il controllo creativo del film e apportò diverse modifiche al montaggio senza consultare Mulcahy. Secondo la compagnia, questi cambiamenti avrebbero consentito alla pellicola di guadagnare di più e di avere maggiore visibilità internazionale. Ciò che ne conseguì fu il taglio di moltissime scene (alcune di queste recuperate nella Renegade Version), ma soprattutto una grande quantità di errori di montaggio, come le due battaglie tra MacLeod e Katana fuse grossolanamente in una.

## Colonna sonora
La colonna sonora fu composta da Stewart Copeland e contiene diverse canzoni di grandi star dell'epoca come Glenn Hughes, Lou Gramm, Notorious e Brenda Russell. Uscì nel 1991.
Negli ultimi minuti del film viene utilizzata la musica del finale dell'opera Il crepuscolo degli dei di Richard Wagner.

### Tracce
1. Heeren Stevens - Trust - 4:04
2. Lou Gramm - One Dream - 5:00
3. Magnetic AKA, The - Who's That Man - Part 1 - 4:45
4. Glenn Hughes - Haunted - 4:03
5. Notorious - Here We Go - 3:53
6. Brenda Russell - As Time Goes By - 4:27
7. Cash Hollywood - It's A Perfect World - 3:05
8. The Seattle Symphony, Symphony Chorale - Bird Light - 4:00
9. The Seattle Symphony, Symphony Chorale - Destroy Shield - 2:04
10. The Seattle Symphony, Symphony Chorale - Sunshield / Dam Escape	- 6:15

## Distribuzione

### Versione americana ed europea
Nel 1991 Highlander II uscì in tutto il mondo in due versioni, in base alle scelte, spesso controverse, dei diversi responsabili.
Nelle sale americane uscì la versione curata dalla compagnia argentina che presentava diversi tagli ed errori di montaggio. L'errore più famoso di questa versione è quello di aver fuso due sequenze di battaglie tra MacLeod e Katana in una sola. Mancano anche diverse scene importanti: la morte di Brenda, Connor nel bar, Connor e Louise che salgono sopra lo Scudo Spaziale ecc..
Nelle sale europee venne proiettata invece una versione alternativa che seguiva più fedelmente la sceneggiatura originale includendo alcune scene inedite e correggendo diversi errori di montaggio. L'Italia distribuì nelle sale proprio questa versione, che ancora oggi è l'unica a contenere il finale, "The Fairytale Ending", che vede Connor e Louise fluttuare nell'aria verso Zeist.

### Data di uscita
Le date di uscita cinematografiche internazionali del film sono state:
- Italia: Highlander II - Il ritorno, 1991
- Germania: Highlander II - Die Rückkehr, 31 gennaio 1991
- Francia: Highlander - Le retour, 6 febbraio 1991
- Danimarca: Highlander 2 - det endelige opgør, 8 marzo 1991
- Regno Unito: Highlander II: The Quickening , 12 aprile 1991
- Irlanda: Highlander II: The Quickening , 31 maggio 1991
- Portogallo: Duelo Imortal - Parte II, 7 giugno 1991
- Finlandia: Highlander 2 - Paluu, 14 giugno 1991
- Brasile: Highlander II: A Ressureição, 21 giugno 1991
- Svezia: Highlander II, 5 luglio 1991
- Paesi Bassi: Highlander 2: De bezieling, 16 agosto 1991
- Spagna: Los inmortales II: El desafío, 6 settembre 1991
- Ungheria: A hegylakó visszatér, 11 ottobre 1991
- Stati Uniti: Highlander II: The Quickening, 1º novembre 1991
- Argentina: Highlander 2, 26 dicembre 1991
- Canada: Highlander II: The Quickening, 1992
- Australia: Highlander II: The Quickening, 1º gennaio 1992
- Turchia: Highlander 2, 14 febbraio 1992
- Polonia: Niesmiertelny II, 21 febbraio 1992
- Giappone: Highlander 2: Yomigaeru senshi, 9 maggio 1992

### Edizione italiana

#### Doppiaggio
L'edizione italiana è stata curata dalla società Filmauro e con l'adattamento dei dialoghi a opera di Luigi Scattini. Il doppiaggio italiano, diretto da Michele Gammino, venne eseguito negli studi della Fono Roma con la partecipazione della C.D.C.

### Home video
Negli anni 90 la versione cinematografica americana e quella europea del film sono state pubblicate in VHS, per gli USA dalla Columbia TriStar e per l'Italia dalla FilmAuro. Con l'avvento del DVD i distributori americani hanno pubblicato la Renegade Version, già in precedenza editata in VHS nel 1995. I distributori europei invece hanno pubblicato in DVD la versione cinematografica europea sostituendola in seguito con la Renegade Version. 
In Italia nel 2005 la FilmAuro ha pubblicato in DVD la versione cinematografica europea, mentre nel 2018 la Pulp Video ha distribuito in DVD e Blu Ray la Renegade Version.

### Renegade VersioneSpecial Edition
Nel 1995 il regista Russell Mulcahy - che si era lamentato delle scelte imposte in sede di montaggio da parte della produzione - ha rimontato e tolto delle scene del film creando una nuova versione denominata Highlander II: The Renegade Version. Venne ricostruita in gran parte da materiale esistente, con determinate scene rimosse e altre aggiunte nuovamente, cambiando l'intera sequenza degli eventi. Tutti i riferimenti agli immortali come alieni provenienti da un altro pianeta sono stati eliminati. Questo taglio e rimontaggio ha portato gli immortali ad essere originari di un lontano passato della Terra, dove i sacerdoti dopo la rivolta li bandiscono trasportandoli in futuri casuali. La Ricompensa consiste nell'essere gli ultimi rimasti. Ci sono nuove sequenze come la battaglia tra MacLeod e Katana in cima a un veicolo in movimento dopo la fuga dall'impianto di sicurezza. La pellicola si conclude con Connor e Louise che rimangono sulla Terra.
La Special Edition, uscita in DVD nel 2004, è considerata la versione definitiva della Renegade Version. Rispetto a quest'ultima, essa presenta delle modifiche estetiche minori, tra cui piani di transizione, sfondi migliorati e voci ri-sincronizzate. Inoltre l'immagine e il suono sono stati restaurati digitalmente e rimasterizzati. David Ryan (DVD Verdict) ha dato alla Special Edition un punteggio di 69 su 100, definendola «infinitamente superiore alla versione originale».

## Accoglienza

### Incassi
Highlander II - Il ritorno debuttò al cinema in 960 sale statunitensi il 1º novembre 1991. L'incasso del primo fine settimana di proiezione fu un deludente 5 milioni di dollari. Nonostante la reputazione negativa, negli Stati Uniti ottenne un incasso totale in patria di circa 15 milioni, quasi tre volte l'incasso del film originale. Con gli incassi esteri, la pellicola raggiunse 29 milioni di dollari, diventando il film più profittevole dell'intera saga di Highlander. 

### Critica
Alla première internazionale, Mulcahy uscì dalla sala dopo solo 15 minuti, disgustato da come era stato realizzato il montaggio finale. Lambert ebbe un periodo di depressione, mentre Sean Connery affermò ironicamente che mai più avrebbe interpretato il "pavone spagnolo". Nonostante un incasso al botteghino superiore a quello del film originale (29 milioni di dollari), i giudizi e i passaparola di critica, pubblico e fan sono stati generalmente negativi. Tutte le 23 recensioni raccolte dal sito Rotten Tomatoes sono negative, con una media di voto di 2,7 su 10. Il consenso critico del sito recita: "Avrebbe dovuto rimanerne soltanto uno".

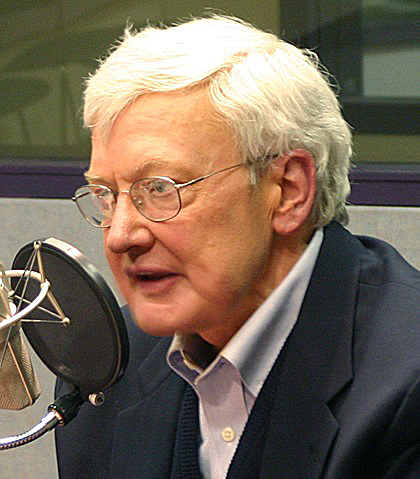
Il critico cinematografico Roger Ebert definì Highlander II - Il ritorno «uno dei peggiori film fantascientifici mai realizzati» e «il peggior film del 1991».

Roger Ebert del Chicago Sun-Times lo ha definito un film «quasi impressionante nella sua bruttezza» e gli ha conferito mezza stella su quattro. Ha affermato anche che Highlander II è senza dubbio uno dei peggiori film fantascientifici mai realizzati e il peggiore del 1991. David Nusair (Reel Film Reviews) parla di un film che «cattura a malapena il senso del divertimento». IGN lo paragona ai film di Ed Wood, con l'unica differenza che la pellicola di Mulcahy è realizzata ad alto budget e con poca immaginazione. Sean Connery è stato l'unico membro del cast a ricevere alcune recensioni positive per la sua interpretazione.
Anche in Italia il film ha generalmente ricevuto recensioni e commenti negativi. Il database cinematografico MYmovies riporta una stella su cinque e accusa Mulcahy di aver creato un film «povero di invenzioni narrative, meccanicamente ripetitivo, con personaggi inerti» Il sito Filmtv ha dato al film due stelle, con una media di voto di 3.6/10. Nel 2010 la rivista Empire ha collocato la pellicola al 9º posto nella classifica dei 50 film peggiori di sempre votati dai lettori.
Molte delle critiche e delle colpe del semi-fallimento del film andarono al regista Mulcahy, il quale si trovò al centro di diverse polemiche che ne mettevano in dubbio la carriera da regista cinematografico. Il regista fu accusato di essersi concentrato principalmente sugli effetti speciali, non curando però più di tanto l'intreccio della vicenda. In realtà Mulcahy non ebbe mai una totale libertà artistica nel progetto e attribuì l'accoglienza negativa del film alla scarsa etica lavorativa dei finanziatori argentini, colpevoli di aver tagliato scene e modificato il montaggio del film senza il suo consenso. Il regista quattro anni dopo realizzò una propria versione completamente rimontata del film.
Il calo degli incassi e il responso negativo da parte del pubblico non chiusero tuttavia la saga di Highlander. I film proseguirono con Highlander III e Highlander: Endgame, ma entrambi non prendono in considerazione la storia di questo secondo capitolo, ripartendo di fatto dalla trama del primo film. Il fallimento di Highlander II ebbe significative ripercussioni sulla carriera di Mulcahy: il regista fu costretto a dirigere film a basso costo per molti anni, almeno fino all'uscita di Resident Evil: Extinction (2007).

## Sequel
I successivi film della saga, Highlander 3 (1994) e Highlander: Endgame (2000), non prendono in considerazione la trama del 2º capitolo.